# Bugonie

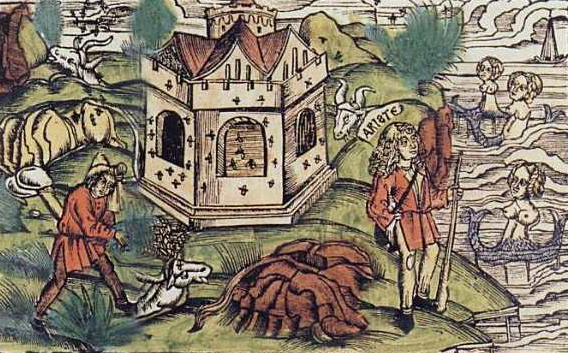
Aristaios und die Bugonie (1517)

Bugonie (aus altgriechisch βοῦς boús [buːs] „Rind“, auch transkribiert als bús, und γονεία goneía „Erzeugung“) bezeichnet die in der Antike, im Mittelalter und noch in der Frühen Neuzeit verbreitete sagenhafte Vorstellung, dass aus dem verwesenden Körper eines toten Stieres ein Bienenvolk und auch andere Insekten von selbst entstehen würden. Wurzel dieses weit verbreiteten Aberglaubens war wohl einerseits die Beobachtung, dass Kadaver oft von an Bienenlarven erinnernden Maden zersetzt wurden, andererseits die, dass Kadaver oft von der Mistbiene umschwirrt wurden, die der Honigbiene sehr ähnelt. Vermutlich stammt dieser Aberglaube aus Persien und hielt dann über Ägypten Einzug in die Welt der klassischen Antike. Im 16./17. Jahrhundert lässt sich ein ähnlicher Glaube auch in China beobachten.

## Antike Literatur
Neben Plinius dem Älteren und Varro sind auch Vergil und Ovid bekannte Gewährsleute für den Ablauf der Bugonie. 
Die ausgefeilteste Variante sieht vor, dass ein mindestens zweijähriges Rind erstickt oder mit Knüppelschlägen getötet wird, wonach anschließend dessen Eingeweide mit Schlägen von stumpfen Gegenständen zu zertrümmern sind. Der Bauch des Tieres darf allerdings nicht verletzt werden, da daraus das neue Bienenvolk entstehen soll. Das Tier wird dann in einer eigens dafür errichteten Kammer liegen gelassen, bis sich aus den verwesenden Eingeweiden die Bienen entwickelt hätten.
Vor allem für Vergils Werk Georgica ist die Bugonie als Beispiel für das Entstehen von etwas Neuem aus etwas Totem von besonderer Bedeutung. Für ihn dient es als Analogon zur Herrschaft des römischen Kaisers Augustus, der die neue Staatsordnung des Prinzipats auch aus dem Untergang der Republik begründet hat.
Auch Ovid beschreibt die Entstehung aus dem Stier in seinen Metamorphosen, und in seinem Werk Fasti preist er den Stier, der „Tausenden Leben gab im Tod“.
Über die auch von Varro genannten „geflügelten Rinder“ gibt es unzählige Meinungen.
Zusätzlich gibt es Gerüchte von Schlangen, die aus Menschen kriechen, von Käfern, die aus Eseln krabbeln, oder auch von Hornissen, die Kriegsrössern entfliegen sollen. Diese Erzählungen nennen Experten Prokreationshypothesen.

## Mittelalterliche und frühneuzeitliche Literatur
Petrus de Crescentiis erwähnte um 1304 die Bugonie in seiner Ruralia commoda. In dem in der zweiten Hälfte des 14. Jahrhunderts erschienen Das Buch der Natur, dem ersten naturgeschichtlichen Werk in deutscher Sprache, zitiert Konrad von Megenberg Michel von Schottenlant und Virgil, nach denen Bienen aus der Haut und dem Magen von Stieren geboren werden, ebenso wie Wespen aus Eselshaut entstehen. Auch später wurde die Auffassung der Bugonie noch weiter getragen, unter anderem von Philipp Melanchthon, Magister Michael Herren im Buch XV seines 1563 erschienen Verdolmetschten Veldtbau oder im 17. Jahrhundert von Hieronymus Cardanus und Johannes Colerus in seinem Nutzlichen Bericht von denen Bienen oder Immen von 1611. Selbst im 18. Jahrhundert findet sich die Theorie der Bugonie noch in agrarwissenschaftlichen und bienenkundllichen Werken, in John Worlidges Dictionarium rusticum et urbanicum von 1704.